# 애원의 향토
"애원의 향토"는 한국에서 제작된 김성민 감독의 1954년 영화이다. 이향 등이 주연으로 출연하였고 김성민 등이 제작에 참여하였다.

## 출연

### 주연
- 이향
- 남해연
- 주증녀
- 허영

## 기타
- 녹음: 이경순